# Dětské jesle

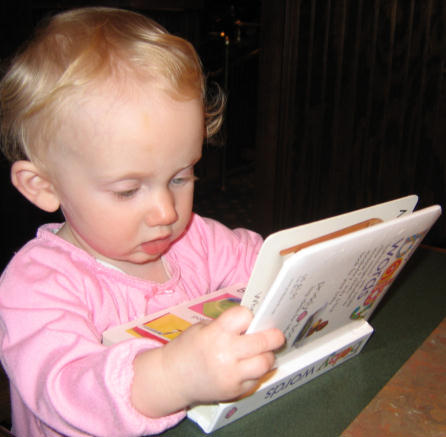
Batole v jeslích se zabavuje prohlížením obrázkové knihy

Dětské jesle či pouze jesle je druh instituce, která má za cíl opatrovat a starat se o batolata ve věku od jednoho do tří let a tím umožnit jejich rodičům se věnovat dalším aktivitám jako je například zaměstnání. Jsou provozovány podobně jako školky převážně v ranních hodinách. Rodič zde na začátku dne dítě zanechá a personál se o něj v době jeho pobytu stará do doby, než si ho rodič opětovně vyzvedne.

## Historie
První jesle v Čechách začaly fungovat v Praze v roce 1884. Založila je Marie Riegrová-Palacká, dcera Františka Palackého. Byly určené dětem od jednoho roku do tří let a přicházely do nich především děti z nejchudších rodin, pro které byly často únikem z nedostatku, kterému čelily v domácích podmínkách. Zakládání jeslí souviselo s industrializací a první zařízení typu jeslí se začaly objevovat už na konci 18. století v Anglii. Nízké výdělky po masovém nasazení strojů a alkoholismus mužů byly častými důvody proč musely nastoupit do práce i ženy. V historických jeslích se také kladl důraz na vlastenectví a implementování hezké češtiny např. pomocí zpívání vlasteneckých písniček.
První moderní jesle v Československu nechal zřídit v Havlíčkových sadech na Vinohradech francouzský generál Maurice César Joseph Pellé v roce 1919. Jesle dostaly název „Jesle generála Pellé“. Nacházely se zde dvě oddělení. V prvním, které se nacházelo v pravém a středním křídle, byly děti od 3 do šesti let. Otevřeno bylo od 6 do 18 hodin. Druhé oddělení se nacházelo v levé části budovy, která sloužila kojencům – dětem od 6 týdnů do roku a půl. Bylo zde 35 postýlek. Oddělení mělo také vlastní kuchyň a koupelnu. Děti byly pravidelně váženy a všechna podávaná strava byla pečlivě evidována. Jesle byly znovu uvedeny do provozu i po 2. světové válce, ale postupně začaly chátrat a nakonec byly zrušeny.
V 50. letech byly jesle jedním z pokusů sociálního inženýrství zaváděného komunistickým režimem, který v malých dětech viděl své nástupce, a proto bylo považováno za nutné, začít je vychovávat v duchu režimu již od útlého věku. Zároveň byla snaha zapojit maximum žen do pracovního procesu, takže jesle sloužily dětem již od věku 3 měsíců do 3 let. Výchova byla převážně v režii zaměstnanců jeslí. Fungovaly celodenní ale i celotýdenní jesle, kam byly děti odkládány na celý týden. Od odkládání dětí do celodenních a celotýdenních jeslí začalo upouštět na počátku 60. let. Důvodem byly zjevné důkazy o negativních jevech na dětskou psychiku. Děti, které byly dlouhodobě vystavené příliš dlouhému pobytu v celodenních a celotýdenních jeslích, vykazovaly jasné známky citové deprivace. Nedostávalo se jim dostatku pozornosti jednoho člověka, který by jim dal pocit bezpečí. Následkem byla citová nevyrovnanost nebo plochost, nedůvěra k lidem či nejistota. Tuto problematiku jako první popsal dětský psycholog Zdeněk Matějček v knize Psychická deprivace v dětství (1963). Kniha se stala námětem pro film Děti bez lásky (1963), který natočil režisér Kurt Goldberger s nímž Matějček spolupracoval. Film zaznamenal velký ohlas a obdržel i několik cen na festivalu v Benátkách, přestože se ho komunistické kádry v čele se Svazem žen, snažily zakázat. Vlivem knihy a filmu začala institucionální výchova v Československu slábnout. Měly i přičinění na prodloužení mateřské dovolené v 60. a 70. letech – na poměry tehdejšího světa unikátních tří až čtyř let.
Po roce 1989 byla upravena ústava, aby byla více přátelská k rodině a postavila ji jako celek na první místo. Dětem se zakotvilo právo na rodičovskou výchovu a péči. Do března roku 2012 fungovaly jesle v ČR coby zvláštní dětská zdravotnická zařízení. Poté byl zákonnou úpravou tento status zrušen, ale nebyl již dále specifikován.
V červenci 2020 vláda schválila novelu na rozšíření jeslí, které měly nahradit dětské skupiny. Ty měly kompletně zaniknout do roku 2024. Zákon, však v roce 2021 prošel další úpravou, která rozhodla o zachování dětských skupin, které mohou navštěvovat děti od půl roku věku, až do zahájení povinné školní docházky.

## Vliv na děti
Pobyt v jeslích může mít rozličné dopady rozvoj a psychiku dítěte. Děti, které navštěvují tyto zařízení, lépe rozvíjejí sociální dovednosti než děti, o které je staráno doma. Pobyt v jeslích může mít také pozitivní vliv na dětskou motoriku. Bylo také prokázáno, že neexistuje spojitost mezi pobytem dětí v jeslích a problémy s chováním. Někdy se udává, že při kontaktu s dalšími dětmi je vystaveno zvýšenému riziku nákazy infekční nemocí, což může vytvořit imunitní protilátky do budoucího života.
Studie a výzkumy zaměřené na vliv jeslí na rozvoj dítěte, a jak tento pobyt působí na dětskou psychiku, poukazují jen na mírně negativní vliv, a celkové závěry nejsou jednoznačné. Je tomu tak z důvodů velkého množství faktorů, které mají na život dítěte vliv a liší se na základě podmínek, ve kterých dítě vyrůstá.

## Kritika
Kvůli probírané novele zákona z roku 2020, která měla zavést jesle na místo dětských skupin se spustila společenská diskuze o tom, kdy je vhodné oddělovat dítě od matky. Podle magazínu Heroine ženy čelí kritice za to, že jsou s dětmi na rodičovské dovolené celé tři roky, protože jsou neproduktivní a ničí si svou kariéru, ale stejně tak jsou kritizovány i když se rozhodnou dát děti do jeslí a vrátit se dříve do zaměstnání. Podle psycholožky Zuzany Masopustové nelze jednoduše rozlišit, kde je hranice délky pobytu v instituci, která je pro dítě vhodná a bezpečná, protože hraje roli množství faktů, které je nutné zasadit do kontextu faktorů života konkrétního dítěte.
Podle některých kritiků děti do dvou let do jeslí nepatří. V roce 2017 pedagog a lobbista za hazard Marek Herman s kolegou Jiřím Haldou, sepsal petici „Dvouleté děti do školky nepatří”, která na internetu nasbírala přes 14 tisíc podpisů. Cílem petice bylo přesvědčit politiky, aby zrušili nárok na místo ve školce pro děti od dvou let. Podle Hermana mají být takové děti u milující matky a otce, který udává řád. Podle něj nástupem do školky v dřívějším věku hrozí dítěti celoživotní následky.
Kritika se snesla také na materiál, který v roce 2017 vydalo Ministerstvem práce a sociálních věcí, nazvaný Plán péče a výchovy v mikrojeslích, který je součástí oficiální příručky pro zřizování mikrojeslí. Kritizováno bylo zohledňování genderové rovnosti, podle níž by mělo být od raného věku potíráno genderové stereotypního rozdělování rolí mezi mužem a ženou. To by se dle tohoto materiálu mělo zohlednit ve výběru vhodných hraček a her, které by neměly být rozdělovány podle pohlaví nebo konkrétního věku. Jana Jochová, předsedkyně Aliance pro rodinu, uvedla, že by před zařazením takové metodiky do oficiálních dokumentů měla nejdříve proběhnout společenská debata, která v tomto případě neproběhla. Ministryně práce a sociálních věcí Jana Maláčová sdělila, že jde pouze o doporučení.